# 刈谷市立富士松南小学校
刈谷市立富士松南小学校（かりやしりつ ふじまつみなみしょうがっこう）は、愛知県刈谷市今川町にある市立小学校。今川町、泉田町、今岡町を校区としている。今川町と今岡町は刈谷市立富士松中学校の、泉田町は刈谷市立雁が音中学校の学区となっているため、卒業生は進学中学校が2校に分かれる。

## 歴史

### 年表
- 1908年（明治41年）3月31日 - 富士松第一尋常高等小学校として創立。
- 1911年（明治44年） - 木造平屋建の校舎を新築。
- 1934年（昭和9年） - 木造平屋建の校舎を新築。
- 1941年（昭和16年） - 富士松南国民学校に改名。
- 1944年（昭和19年）8月 - 名古屋市立広見国民学校の児童が富士松南国民学校と富士松北国民学校に集団疎開[1]。泉田の浄信寺、泉田の順慶寺、一ツ木の西福寺、一ツ木の法林寺、一里山の密蔵院が宿舎となった[1]。
- 1945年（昭和20年）4月27日 - 広見国民学校の児童が額田郡に再疎開[1]。
- 1947年（昭和22年） - 富士松村立富士松南小学校に改名。
- 1955年（昭和30年） - 刈谷市立富士松南小学校に改名。
- 1958年（昭和33年） - 創立50周年。
- 1971年（昭和46年） - 刈谷市立かりがね小学校が分離独立し学区変更。
- 1972年（昭和47年） - 25mプール完成。
- 1977年（昭和52年） - 鉄筋コンクリートの校舎を新築（北舎）。
- 1979年（昭和54年） - 鉄筋コンクリートの校舎を新築（南舎）。
- 2008年（平成20年） - 創立100周年。

### 児童数の変遷
『愛知県小中学校誌』（2018年）によると、児童数の変遷は以下の通りである。
| 1947年（昭和22年） | 975人  |  |
| 1957年（昭和32年） | 986人  |  |
| 1967年（昭和42年） | 777人  |  |
| 1977年（昭和52年） | 1015人 |  |
| 1987年（昭和62年） | 769人  |  |
| 1997年（平成9年）  | 575人  |  |
| 2007年（平成19年） | 697人  |  |
| 2017年（平成29年） | 690人  |  |

## 地理

### 周辺
- 名鉄名古屋本線富士松駅
- 富士松郵便局
- 刈谷紙器刈谷工場

### アクセス
- 名鉄名古屋本線富士松駅から南西に徒歩約8分

## 活動
1979年（昭和54年）から児童がひまわりの栽培を行っている。1984年（昭和59年）には校内で栽培しているひまわりが490センチの高さになり、世界最高記録としてギネスブックに記載された。1995年（平成7年）にはひまわりが503センチの高さになり、日本国内の最高記録を更新した。
長年の地域交流などが評価され、2013年（平成25年）にはユネスコスクールに登録された。2015年（平成27年）1月13日にはプロ野球選手の立浪和義が来校し、グラウンドで野球教室を行った。

## 著名な卒業生
- 岡本辰巳[6] - 政治家。愛知県議会議長。
- 酒井庸行 - 政治家。参議院議員。
- 神谷美和 - ヴァイオリニスト。
- 佐藤信之[7] - 陸上競技選手。シドニーオリンピックマラソン日本代表。

## 著名な教職員
- 加藤倫教 - 左翼運動家、連合赤軍のメンバー、本校講師